# La Course à la vertu
Pour plus de détails, voir Fiche technique et Distribution.
La Course à la vertu est un film français réalisé par Maurice Gleize, sorti en 1937.

## Fiche technique
- Titre : La Course à la vertu
- Réalisation : Maurice Gleize
- Scénario : Maurice Gleize, d'après la pièce de Tristan Bernard et Henri Keller
- Photographie : Willy et Jacques Montéran
- Musique : Rinaldo Rinaldi
- Décors : Armand Bonamy et Robert-Jules Garnier
- Production : Max Lerel
- Format :  Noir et blanc - 35 mm - Son mono
- Pays de production :  France
- Genre : Comédie
- Durée : 82 minutes
- Date de sortie : France : 18 juin 1937

## Distribution
- André Berley : Simone / Ginette
- Max Lerel
- Colette Darfeuil
- Alice Tissot
- Suzette Comte
- Andrée Berty
- Henri Vilbert
- Marcel Maupi
- André Siméon
- Anthony Gildès
- Elisa Ruis
- Marc Dantzer